# Midway (film, 2019)
Cet article concerne le film de 2019. Pour le film de 1976, voir La Bataille de Midway (film, 1976). Pour le documentaire de John Ford, voir La Bataille de Midway. Pour les autres significations, voir Midway.
Pour plus de détails, voir Fiche technique et Distribution.
Midway est un film américain réalisé par Roland Emmerich, sorti en 2019.	
Le film est réalisé par Roland Emmerich, et coproduit par celui-ci avec Harald Kloser. Le film met en vedette Ed Skrein, Patrick Wilson, Luke Evans, Aaron Eckhart, Nick Jonas, Mandy Moore, Dennis Quaid, Tadanobu Asano, Darren Criss et Woody Harrelson.
Le film est un projet passionné d'Emmerich, et il a du mal à obtenir un soutien financier avant de finalement lever des fonds suffisants et d'annoncer officiellement le projet en 2017. Une grande partie de la distribution rejoint le projet en 2018 et le tournage commence à Hawaii. Certaines scènes sont tournées à Montréal. Avec un budget de production de 100 millions de dollars, c'est à ce jour l'un des films indépendants les plus chers de tous les temps.
Le film relate les six premiers mois de la guerre du Pacifique entre l'empire du Japon et les États-Unis. Il se focalise du côté américain autour des pilotes du porte-avions USS Enterprise et de l'officier de renseignement Edwin T. Layton, avec en point d'orgue la bataille de Midway, qui eut lieu en juin 1942.

## Synopsis

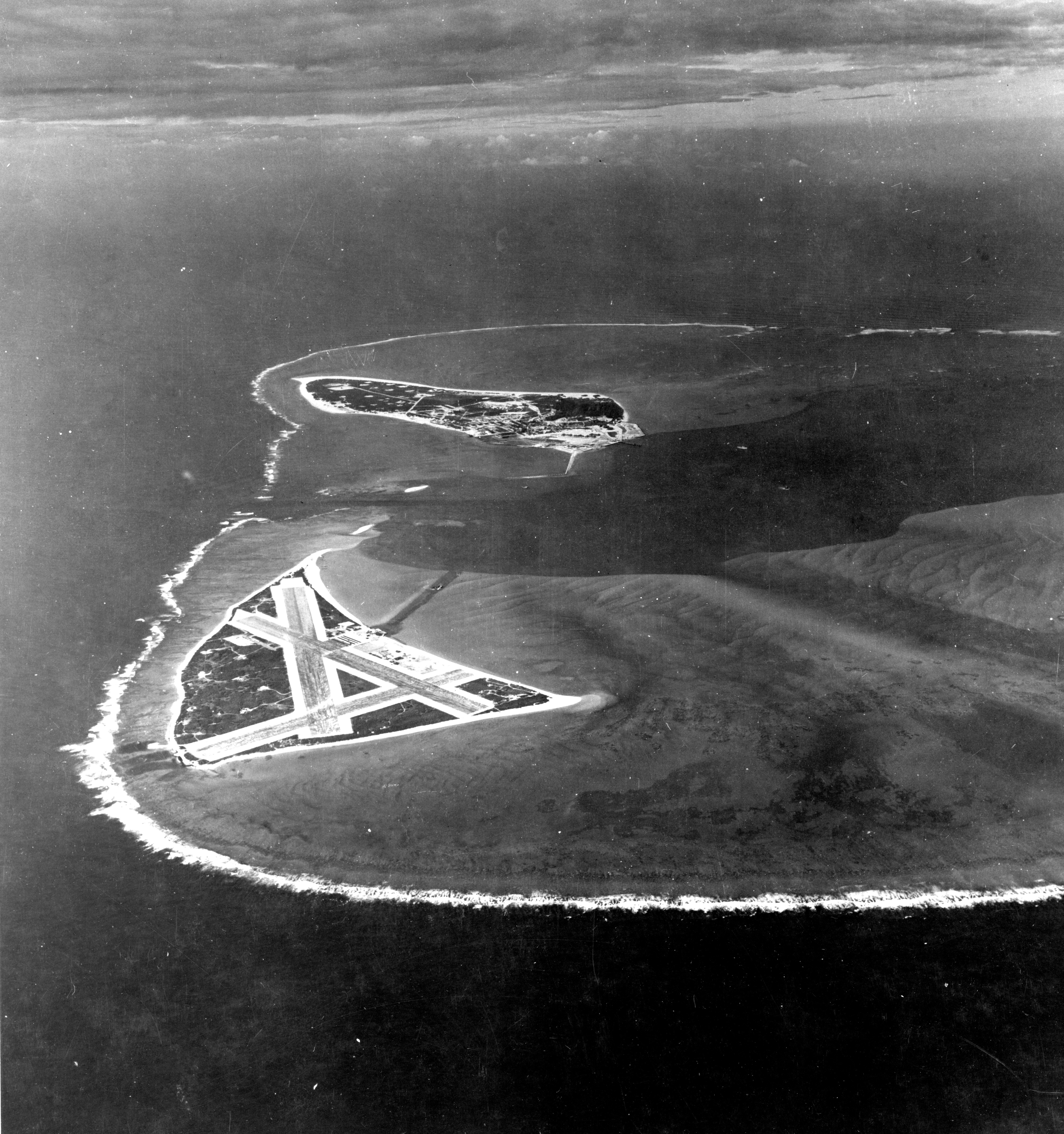
L'atoll Midway, plusieurs mois avant la bataille. Eastern Island avec l'aérodrome est au premier plan, et la plus grande île, Sand Island, est à l'arrière plan.

En décembre 1937 à Tokyo, le capitaine de corvette Edwin T. Layton, un officier du renseignement de l'attaché naval américain, est averti lors d'une fonction d'État par l'amiral Isoroku Yamamoto que, parce que 80 % du pétrole japonais est importé, si les États-Unis devaient menacer leur approvisionnement en pétrole alors les Japonais n'auraient d'autre choix que de faire la guerre.
À la suite de la décision des États-Unis de couper l'approvisionnement en pétrole du Japon, les Japonais lancent une attaque surprise sur Pearl Harbor le 7 décembre 1941 et forcent les États-Unis à entrer dans la Seconde Guerre mondiale. En réponse à l'attaque, l'aviateur naval le lieutenant Richard "Dick" Best et le groupe aérien du porte-avions USS Enterprise sont envoyés vers le sud mais ne parviennent pas à trouver la flotte de porte-avions japonais.
L'amiral Yamamoto, avec le soutien du contre-amiral Tamon Yamaguchi, propose un plan audacieux pour envahir l'île Midway en utilisant les quatre porte-avions japonais disponibles connus sous le nom de "Kido Butai", mais ils sont annulés par l'armée japonaise. En février, l'USS Enterprise lance des raids contre les îles Marshall. En avril, après le bombardement audacieux du lieutenant-colonel Jimmy Doolittle sur Tokyo, Yamamoto, Yamaguchi et le vice-amiral Chuichi Nagumo reçoivent l'autorisation de mettre à exécution leur plan d'attaque de Midway.
En mai, à la suite de la bataille de la mer de Corail, Layton, avec Joseph Rochefort et son équipe de cryptographie, utilisent le renseignement électromagnétique pour intercepter des messages japonais concernant une opération contre un objectif identifié uniquement comme "AF". Layton et son équipe pensent que "AF" est l'atoll de Midway, tandis que Washington pense qu'il s'agit d'une cible dans le Pacifique Sud, mais le nouveau commandant en chef de la flotte américaine du Pacifique, l'amiral Chester W. Nimitz, reste sceptique. Pour prouver leur théorie, Layton ordonne à Midway d'envoyer un message non crypté indiquant qu'ils souffrent d'une pénurie d'eau. Les Japonais captent ce signal et envoient un message intercepté sur les pénuries d'eau sur "AF", confirmant que "AF" est bien Midway.
Espérant monter sa propre attaque surprise, Nimitz ordonne le rappel des porte-avions USS Hornet et Enterprise de la mer de Corail et exige que l'USS Yorktown endommagé soit réparé en 72 heures pour des opérations de combat. Halsey est mis en congé à terre en raison de bardeaux et est temporairement remplacé par l'amiral Raymond A. Spruance.
Le 4 juin, les Japonais lancent une attaque aérienne sur Midway. Les premières tentatives d'avions terrestres américains pour frapper les porte-avions de la flotte japonaise échouent. Cependant, Nagumo est ébranlé lorsqu'un bombardier américain qui s'écrase manque de peu le pont du porte-avions japonais Akagi dans ce qui aurait pu être une tentative d'éperonnage. Le sous-marin USS Nautilus tente d'attaquer la flotte japonaise mais est chassé par le destroyer japonais Arashi. Les escadrons américains attaquent la flotte japonaise sans beaucoup de chance, bien que les attaques empêchent la flotte de lancer leur contre-attaque.
Après avoir repéré l'Arashi depuis les airs, Wade McCluskey en déduit correctement que le destroyer japonais se précipite vers la flotte japonaise principale et conduit ses avions à suivre sa trajectoire. Arrivés pour trouver la patrouille aérienne de combat japonaise à bas niveau en raison des attaques précédentes, les bombardiers en piqué marquent plusieurs coups sûrs sur les porte-avions japonais Akagi , Kaga et Sōryū , entraînant des incendies et de nouvelles explosions, paralysant mortellement les trois. Nagumo, choqué par les obus, est persuadé de transférer son drapeau, tandis que Yamaguchi, à bord du seul porte-avions intact restant, Hiryu, lance une frappe qui réussit à paralyser Yorktown, incitant Enterprise et Hornet à lancer leurs avions restants en réponse. Best dirige l'escadron, qui inflige avec succès de lourds dégâts au Hiryu. L'amiral Yamaguchi choisit de descendre avec son commandement, alors que Hiryu est sabordé.
Yamamoto ordonne un retrait général. A Pearl Harbor, Rochefort intercepte l'ordre japonais de se replier et le transmet à Layton, qui en informe alors Nimitz. Best est renvoyé de la Marine pour ses problèmes pulmonaires, dus à l'utilisation d'un appareil respiratoire défectueux lors de l'attaque, et décide de rentrer chez lui auprès de sa femme et de sa fille.

## Fiche technique
Sauf indication contraire, les informations mentionnées dans cette section peuvent être confirmées par la base de données cinématographiques IMDb,  présente dans la section « Liens externes ».
- Titre original : Midway
- Réalisation : Roland Emmerich
- Scénario : Wes Tooke
- Direction artistique : Isabelle Guay
- Décors : Kirk M. Petruccelli
- Costumes : Mario Davignon
- Photographie : Robby Baumgartner
- Montage : Peter R. Adam et Christoph Strothjohann
- Musique : Harald Kloser et Thomas Wanker
- Production : Roland Emmerich, Mark Gordon, Harald Kloser
  - Coproduction : J. P. Pettinato et Marco Shepherd
  - Production déléguée : Alastair Burlingham, Matt Jackson, Carsten H. W. Lorenz, Brent O'Connor et Dong Yu
- Sociétés de production : Centropolis Entertainment, Starlight Culture Entertainment Group et The Mark Gordon Company
- Sociétés de distribution : Lionsgate (États-Unis), Metropolitan Filmexport (France)
- Budget : 100 millions de dollars
- Pays de production :  États-Unis
- Langue originale : anglais
- Format : couleur
- Genre : guerre, drame historique
- Durée : 139 minutes
- Dates de sortie :
  - Allemagne : 24 octobre 2019 (première à Munich)
  - France : 6 novembre 2019
  - États-Unis : 8 novembre 2019

## Distribution
- Ed Skrein (VF : Marc Arnaud ; VQ : Christian Perrault) : lieutenant Dick Best

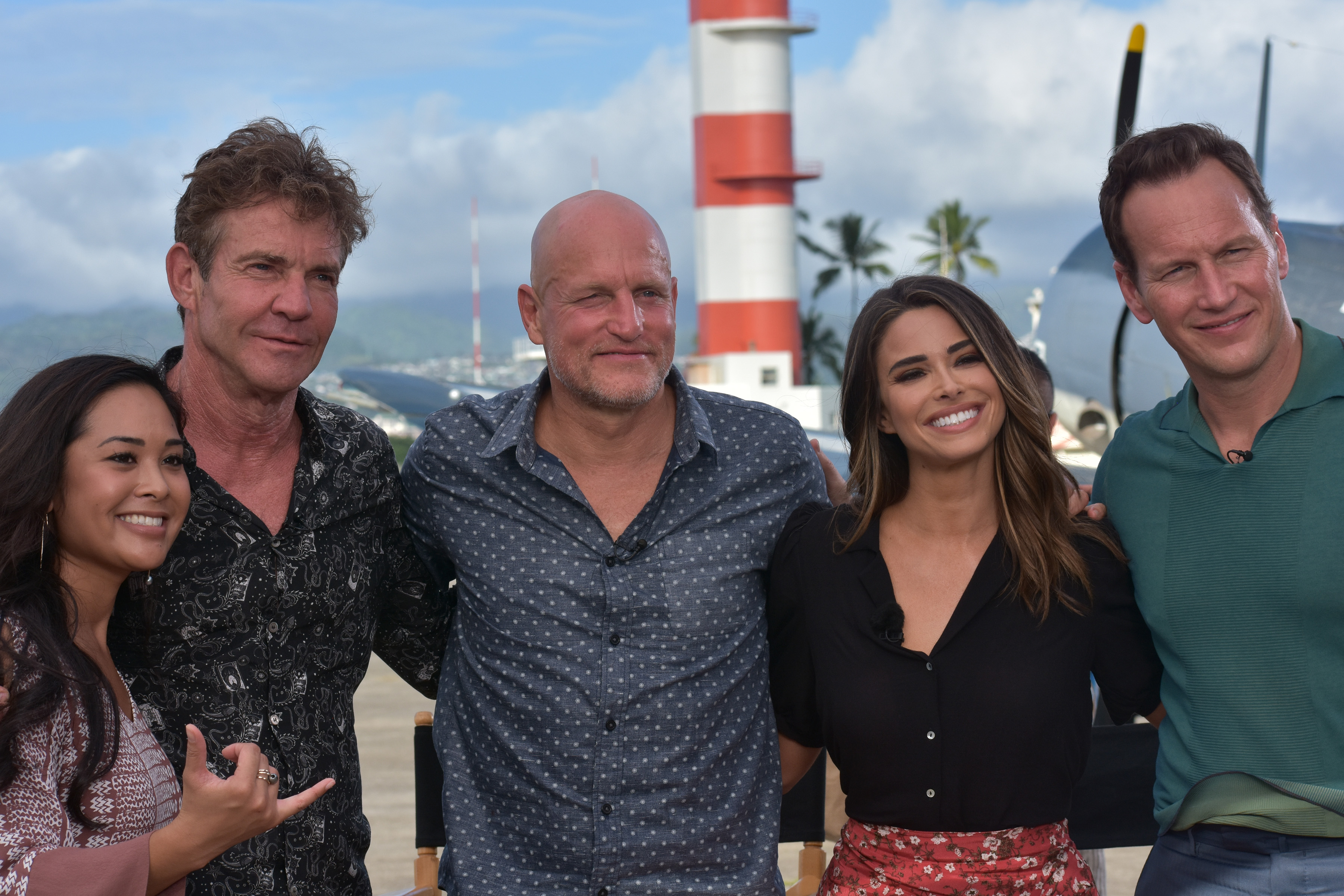
De gauche à droite : Jobeth Devera, Dennis Quaid, Woody Harrelson, Jennifer Lahmers et Patrick Wilson.

- Patrick Wilson (VF : Alexis Victor ; VQ : Patrice Dubois) : lieutenant-commandant Edwin T. Layton
- Luke Evans (VF : Boris Rehlinger ; VQ : Jean-François Beaupré) : lieutenant-commandant Clarence Wade McClusky
- Woody Harrelson (VF : Jérôme Pauwels ; VQ : Louis-Philippe Dandenault) : amiral Chester Nimitz
- Mandy Moore (VF : Véronique Volta ; VQ : Aline Pinsonneault) : Anne Best
- Aaron Eckhart (VF : Joël Zaffarano ; VQ : Pierre Auger) : lieutenant-colonel James H. Doolittle
- Nick Jonas (VF : Alexandre Bierry ; VQ : François-Simon Poirier) : aide mécanicien d'aviation de troisième classe Bruno Gaido (en)
- Dennis Quaid (VF : Bernard Lanneau ; VQ : Benoît Rousseau) : vice-amiral William « Bull » Halsey
- Keean Johnson (VF : Brice Ournac ; VQ : Alexandre Bacon) : James Murray
- Luke Kleintank (VF : Valentin Merlet ; VQ : Jean-Philippe Baril Guérard) : lieutenant Clarence Earle Dickinson
- Jun Kunimura : vice-amiral Chūichi Nagumo
- Etsushi Toyokawa : amiral Isoroku Yamamoto
- Tadanobu Asano : contre-amiral Tamon Yamagushi
- Nobuya Shimamoto : capitaine de vaisseau Tomeo Kaku
- Darren Criss (VF : Julien Allouf ; VQ : Maël Davan-Soulas) : commandant Eugene E. Lindsey
- James Carpinello (VQ : Pierre-Yves Cardinal) : capitaine William H. Brockman Jr.
- Mark Rolston (VF : Hervé Furic ; VQ : Jean-François Blanchard) : amiral Ernest King
- Jake Manley : Willie West
- Jake Weber (VF : Pierre Tessier ; VQ : Marc-André Bélanger) : contre-amiral Raymond Spruance
- Tamara Rapp (VF : Joséphine Ropion ; VQ : Geneviève Désilets) : Beth « Sheba » Layton
- David Hewlett : amiral Husband E. Kimmel
- Alexander Ludwig (VF : Jérémie Bedrune ; VQ : Frédérik Zacharek) : lieutenant Roy Pearce
- Cameron Brodeur : matelot Sully Brown
- Brennan Brown (VF : Daniel Lafourcade ; VQ : François Sasseville) : commandant Joseph Rochefort
- Goeffrey Blake (VF : Jacques Bouanich ; VQ : Frédéric Paquet) : cinéaste John Ford
- Hiroaki Shintani : empereur du Japon Hirohito
- Hiromoto Ida : Premier ministre Hideki Tojo
- Brandon Sklenar : enseigne George Gay
- Hiro Kanagawa : Makigumo Captain

 Source et légende : version québécoise (VQ) sur Doublage.qc.ca

## Production
Passionné par les films à grand spectacle des années 1970, Roland Emmerich a pour film de chevet le film de guerre Un pont trop loin (1977) de Richard Attenborough. Également impressionné, adolescent, par le film La Bataille de Midway (1976), il avait depuis longtemps l'idée de réaliser sa version de la bataille. En 1999, son projet de film est refusé par Sony Pictures et son actionnaire japonais. La sortie du film Pearl Harbor de Michael Bay en 2001 et des revers de fortune au box-office l'empêchent de concrétiser son projet. Il ne parvient pas à convaincre les majors qui ne veulent plus produire ce genre de film. Seuls des producteurs allemands et chinois lui proposent un tournage à l'économie sur 65 jours.
En mai 2017, Roland Emmerich est annoncé comme réalisateur d'un film sur la Seconde Guerre mondiale intitulé Midway. Le réalisateur souhaite prendre le parti de raconter les six mois qui séparent l'attaque de Pearl Harbor de la bataille de Midway avec exactitude, sans ajout, ni histoire d'amour (comme pour Pearl Harbor),.
En avril 2018, les acteurs Woody Harrelson et Mandy Moore rejoignent la distribution. En juillet 2018, Luke Evans est officialisé dans le rôle du commandant Wade McClusky, qui a obtenu une Navy Cross pour son rôle dans la bataille de Midway.
En août, la distribution s’étoffe avec les arrivées de Patrick Wilson, Ed Skrein, Aaron Eckhart, Nick Jonas, Tadanobu Asano et Dennis Quaid.
En septembre, Darren Criss, Alexander Ludwig et Brandon Sklenar sont confirmés dans le film,,.
Le tournage débute le 5 septembre 2018 à Honolulu. Il se déroule également à Montréal,.

## Accueil

### Critiques
Le film est globalement apprécié de la critique presse et obtient la moyenne de 3,3/5 sur Allociné.
Le magazine Rolling Stone a beaucoup apprécié le film et dit que : « le nouveau-né détonnant de la famille Emmerich, Midway devrait ravir les amateurs d’action comme les fans de films de guerre les plus fervents. »
Le Figaro au contraire n'a pas du tout apprécié ce film, le qualifiant d'« orgie numérique sans intérêt. »
Les Inrockuptibles parle d'« un porno historico-militaire d'un autre âge » .
La Libre Belgique d'un grand spectacle qui fait « plouf » .

### Box-office
| Pays ou région    | Box-office      | Date d'arrêt du box-office | Nombre de semaines |
| ----------------- | --------------- | -------------------------- | ------------------ |
| États-Unis Canada | 56 846 802 $    | 23 janvier 2020            | 11                 |
| France            | 421 055 entrées | 17 décembre 2019           | 6                  |
| Total mondial     | 127 390 389 $   | -                          | -                  |

Midway a rapporté 56,8 millions de dollars aux États-Unis et au Canada, et 70,6 millions de dollars dans d'autres pays, pour un total mondial de 127,4 millions de dollars, contre un budget de production de 100 millions de dollars.
Aux États-Unis et au Canada, Midway est sorti en même temps que Doctor Sleep, Chaud devant ! et Last Christmas et devrait rapporter environ 15 millions de dollars dans 3 242 cinémas lors de son premier week-end,. Le film a rapporté 6,3 millions de dollars le premier jour (dont 925 000 $ pour les avant-premières du jeudi soir). Il a ensuite fait ses débuts avec 17,9 millions de dollars, dépassant les attentes du box-office et bouleversant le vainqueur prévu Doctor Sleep en terminant premier au box-office,,. Au cours de son deuxième week-end, le film a rapporté 8,5 millions de dollars, terminant deuxième derrière le nouveau venu Le Mans 66, avant de rapporter 4,7 millions de dollars et de terminer cinquième lors de son troisième week-end,.

## Analyse

### Précisions historiques
- L'ami de Dick Best, Roy Pearce, qui meurt sur l'USS Arizona pendant l'attaque de Pearl Harbor et le professeur local Zhu Xuesan qui aide Doolittle à se rendre à Suzhou, tué lors de la campagne Zhejiang-Jiangxi (en), sont des personnages fictifs.
- Dans une autre scène, l'amiral Yamamoto parle à haute voix : « Nous avons réveillé un géant endormi et l'avons rempli d'une résolution terrible », une citation qui a été prononcée dans le film de 1970 Tora ! Tora ! Tora !, même s'il n'y a aucune preuve que Yamamoto ait dit cela en réalité. Cette réplique est également présente dans le film Pearl Harbour de Michael Bay en 2001.
- La bataille aérienne durant le raid sur les îles Gilbert et Marshall est décrite dans le film comme devant se dérouler sur un terrain montagneux. Cependant, Îles Marshall et Îles Gilbert où les raids ont eu lieu, sont des atolls avec un terrain très plat.
- Le film montre par ailleurs des avions Douglas TBD Devastator transportant à la fois des bombes et des torpilles. Bien que le Devastator puisse être équipé de ces deux types de projectiles, les attaques étaient préparées pour une utilisation unique et ce en raison de la faible masse maximale au décollage de l'avion. Le Devastator ne devrait normalement montrer qu'une seule torpille Mark 13 dans sa configuration bombardier-torpilleur, mais certains des avions sont ici représentés transportant deux bombes supplémentaires de 100 livres dans des porte-élingues, en plus de la torpille ; or ces deux racks étaient couramment utilisés pour des bombes de 500 livres et lorsque l'avion ne transportait aucune torpille. Bien que la quasi-totalité des 41 TBD-1 présents à Midway étaient uniquement armés de la torpille Mark 13, quelques pilotes sélectionnés ont reçu une bombe supplémentaire sur leur avion, mais ils étaient l'exception et non la norme.
- Le film montre également des Mitsubishi A6M Zero combattant lors des raids Marshalls-Gilberts. Cependant, les unités aériennes de la marine japonaise stationnées dans la région (Chitose et Yokohama) ne possédaient pas le nouveau type de chasseur Zero à l'époque et n'utilisaient que les anciens chasseurs Mitsubishi A5M. En revanche, les Mitsubishi A6M Zero étaient bien affectés sur les quatre porte-avions japonais présents à Midway (voir les documents sur les porte-avions Sõryū, Kaga, Akagi et Hiryū) qui, outre ces chasseurs, transportaient également des Aichi D3A et des Nakajima B5N. En 1937, le Sõryū était équipé de Mitsubishi A5M, Aichi D1A et de Yokosuka B4Y.
- Le film ne montre pas le vice-amiral Frank J. Fletcher, qui était à la fois le commandant tactique réel de la bataille de la mer de Corail et celle de Midway. Au lieu de cela, le film montre le contre-amiral Raymond Spruance en tant que commandant tactique à Midway.
- On peut également voir l'USS Nautilus attaquer un porte-avions ennemi. Dans la réalité, le sous-marin a attaqué le croiseur de bataille japonais Kirishima. L'USS Nautilus a bien lancé une torpille sur le porte-avions Kaga en feu mais, celle-ci n'a pas explosé. (Voir documentation sur le porte-avions Kaga).
- L'enseigne George Gay est dépeint ayant été abattu avant de pouvoir accomplir quoi que ce soit. En réalité, il a achevé son attaque à la torpille sur le porte-avions japonais Sōryū avant d'être abattu, mais le navire japonais a évité sa torpille.
- Au début de la bataille, on voit des B-26 bombarder la flotte japonaise. En réalité l'attaque a été menée par des B-17. Les B-26 étaient armés de torpilles.
- Le film montre Bruno Gaido jeté par-dessus bord avec une ancre par les Japonais juste après les bombardements des porte-avions Kaga, Akagi et Sōryū. En réalité, ils ont été interrogés, torturés puis tués par noyade deux semaines plus tard, en étant attachés à des bidons de kérosène remplis d'eau.